# Chlum u Blatné
Chlum [xlʊm] (deutsch 1939–1945: Kulm) ist eine Gemeinde in Tschechien. Sie liegt vier Kilometer nordwestlich von Blatná in Südböhmen und gehört zum Okres Strakonice.

## Geographie

### Geographische Lage

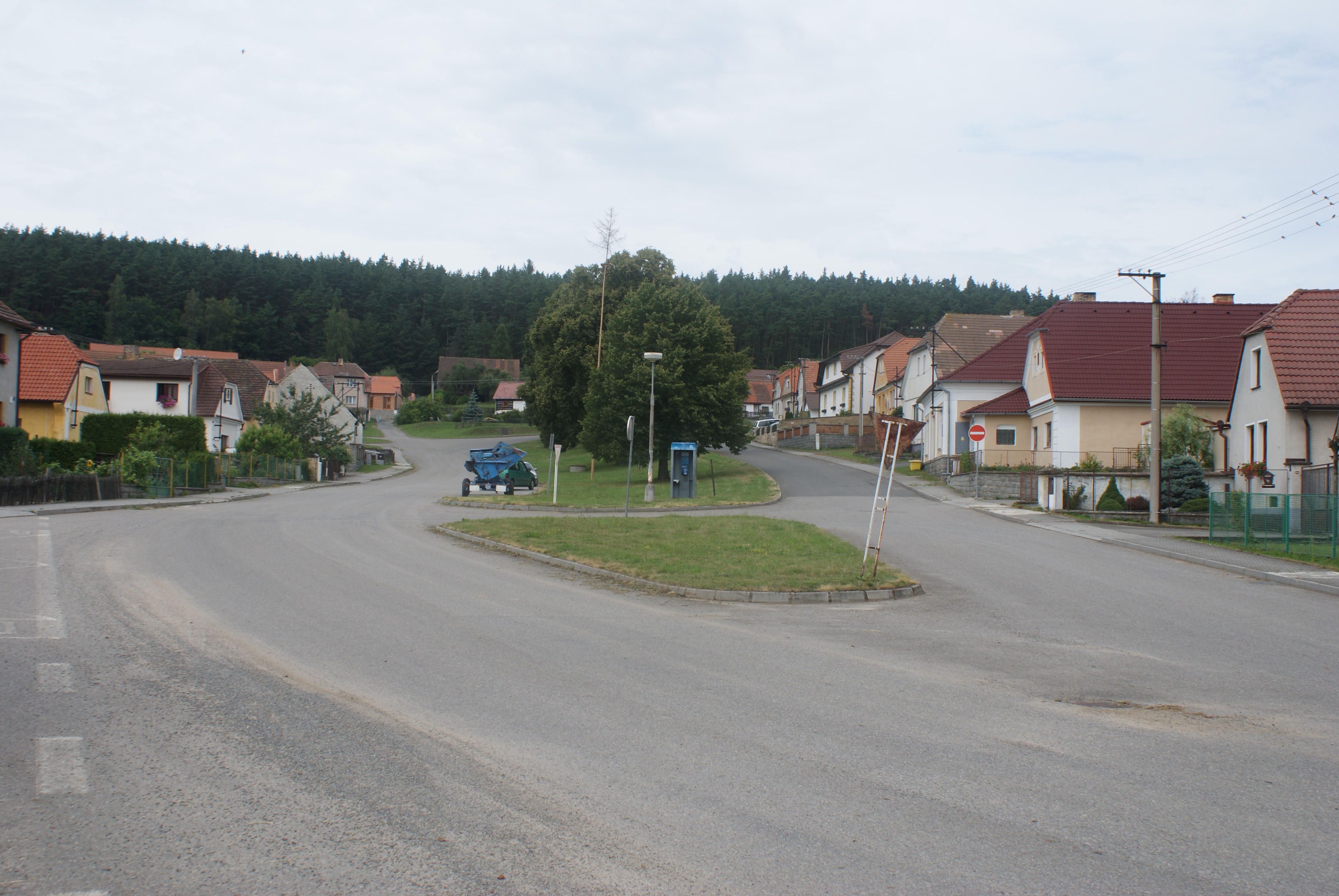
Dorfplatz

Chlum befindet sich im Hügelland Blatenská pahorkatina an einer Anhöhe, die gegen Osten ins Tal des Baches Závišínský potok, westlich ins Tal des Hajanský potok und im Süden zum Tal des Smolivecký potok abfällt. Südlich des Dorfes liegt Teich Hajanský rybník. Im Norden erheben sich die Hora (522 m) und der U Nivy (534 m), nordöstlich der Hliniční vrch (536 m), die Březová hora (495 m) und der Zelený vrch (522 m), im Osten die Dubiny (529 m), südöstlich die Škalí (473 m) sowie gegen Süden die Kupcový (485 m). Östlich des Dorfes führen die Staatsstraße II/173 zwischen Blatná und Bělčice sowie die Bahnstrecke Březnice–Strakonice durch das Tal des Závišínský potok.

### Gemeindegliederung
Für die Gemeinde Chlum sind keine Ortsteile ausgewiesen. Zu Chlum gehört die Ansiedlung Paračov (Paratschow).

### Nachbargemeinden
Nachbarorte sind Nový Dvůr, Paračov, Hornosín, Lopatárna und Závišín im Norden, Drahenický Málkov und Starý Dvůr im Nordosten, Dobšice und Bezdědovice im Osten, Skaličany, Pod Škalí und Blatná im Südosten, Řečice im Süden, Vrbno, Kadov, Pole, Podtchořovický Mlýn und Tchořovice im Südwesten, Hajany im Westen sowie Lnáře und Kocelovice im Nordwesten.

## Geschichte
Archäologische Funde belegen eine frühzeitliche Besiedlung der Gegend. Zwischen Chlum und Bezdědovice wurden Brandgräber und Grabhügel aus der späten Hallstatt- und frühen Latènezeit aufgefunden. Reste einer Siedlung und 19 Gräber werden auf den Beginn der Zeitrechnung datiert. Auf der Hora wurden Funde aus der mittleren Burgwallzeit gemacht, der auch die Goldseifen zuzuordnen sind.
Die erste schriftliche Erwähnung des zur erzbischöflichen Herrschaft Rosental gehörigen Dorfes Chlum erfolgte im Jahre 1349. Zu dieser Zeit bestand Chlum aus 14 Hufen, die unter 21 Besitzern aufgeteilt waren. Im Jahre 1456 erwarben die Zmrzlík von Schweißing das Dorf und schlugen es der Herrschaft Schlüsselburg zu. Später ließen sie Chlum von Blatná nach Kocelovice umpfarren. Im Jahre 1598 bestand das Dorf aus 15 Gehöften, einer Chaluppe und einem Kretscham. 1619 gab es in Chlum neun Bauern und einer Chalupner; 1648 waren es 14 Bauern zwei Chalupner, ein Kretschmer und drei Inwohner. Zum Ende des 17. Jahrhunderts kauften die Grafen Rozdrazowsky von Rozdrazow Chlum der Herrschaft Schlüsselburg ab und schlossen es an ihre Herrschaft Blatna an. Im Jahre 1709 erwarb Josef Graf Serényi von Kis-Serény die Herrschaft. Chlum bestand 1715 aus 14 Bauern, zwei Chalupnern, einem Armenhaus, einer Schmiede und sechs Inwohnern. Die Grafen Serényi legten den Untertanen neue Belastungen auf. 1716 führten die Bewohner von Chlum und Hájany erfolglos Beschwerde wegen übermäßiger Frondienste gegen den herrschaftlichen Beamten Matěj Golba. Im Jahre 1738 brach erneut eine Rebellion der Untertanen in der Herrschaft aus, die durch das Militär niedergeschlagen wurde. 1798 erwarben die Freiherren Hildprandt von und zu Ottenhausen die Herrschaft. 1825 standen in Chlum 30 Häuser. Im Jahre 1840 bestand Chlum aus 33 Häusern mit 203 Einwohnern. Pfarrort war Blatna. Bis zur Mitte des 19. Jahrhunderts blieb Chlum immer der Herrschaft Blatná untertänig.
Nach der Aufhebung der Patrimonialherrschaften bildete Chlum ab 1850 mit dem Ortsteil Paračov sowie dem Vorwerkshof Bezdědovice und der Mühle Hodáň eine Gemeinde in der Bezirkshauptmannschaft und dem Gerichtsbezirk Blatná. Die Freiwillige Feuerwehr gründete sich 1898. Im Jahr darauf nahm die Bahnstrecke Březnice–Strakonice den Betrieb auf. Chlum hatte in den Jahren 1900 und 1910 jeweils 309 Einwohner. Die Eisenbahnverbindung begünstigte um Blatná den Betrieb zahlreicher Steinbrüche. Im Jahre 1920 lebten in der Gemeinde 337 Menschen, davon 311 in Chlum und 26 in Paračov. Im Jahre 1930 wurde Chlum an das Elektrizitätsnetz angeschlossen. 1940 nahm die Gemeinde am Hügel Škalí einen Steinbruchbetrieb auf. Dieser wurde nach dem Zweiten Weltkrieg verstaatlicht und durch die Steinindustrie Příbram weiterbetrieben. Im Zuge der Aufhebung des Okres Blatná wurde Chlum 1960 dem Okres Strakonice zugeordnet. Am 1. Jänner 1974 erfolgte die Eingemeindung nach Blatná. Seit Beginn des Jahres 1993 bildet Chlum wieder eine eigne Gemeinde. Chlum besteht heute aus 65 Häusern und hatte am 1. Jänner 2002 170 Einwohnern.

## Kultur und Sehenswürdigkeiten
- Kapelle des hl. Johannes von Nepomuk auf dem Dorfplatz, erbaut 1781 anstelle eines hölzernen Glockenturmes
- Denkmal für die Gefallenen des Ersten Weltkrieges, vor der Kapelle
- Gehöft Nr. 6 im Bauernbarockstil
- Halden von Goldseifen am Závišínský potok

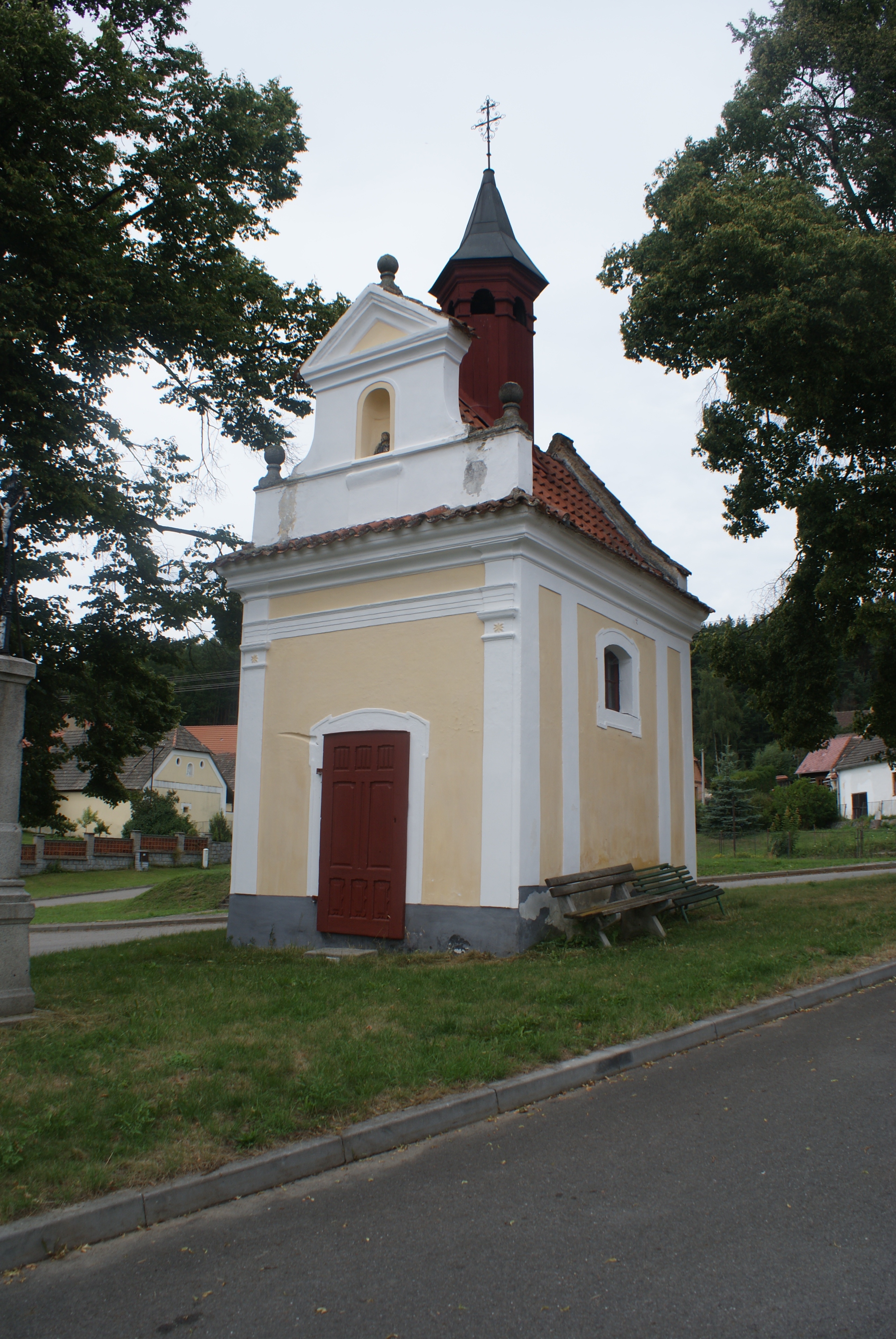
Kapelle
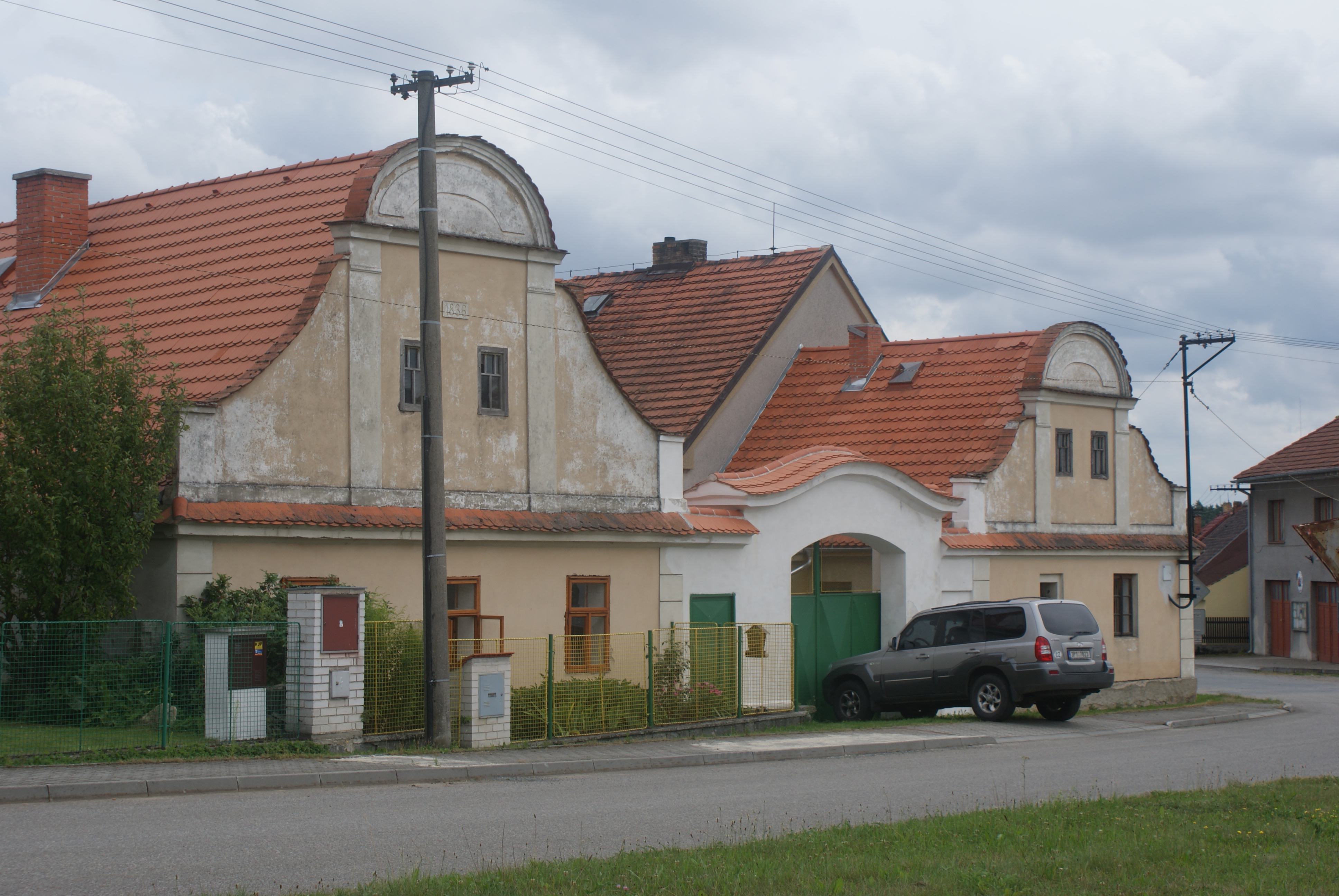
Gehöft Nr. 6
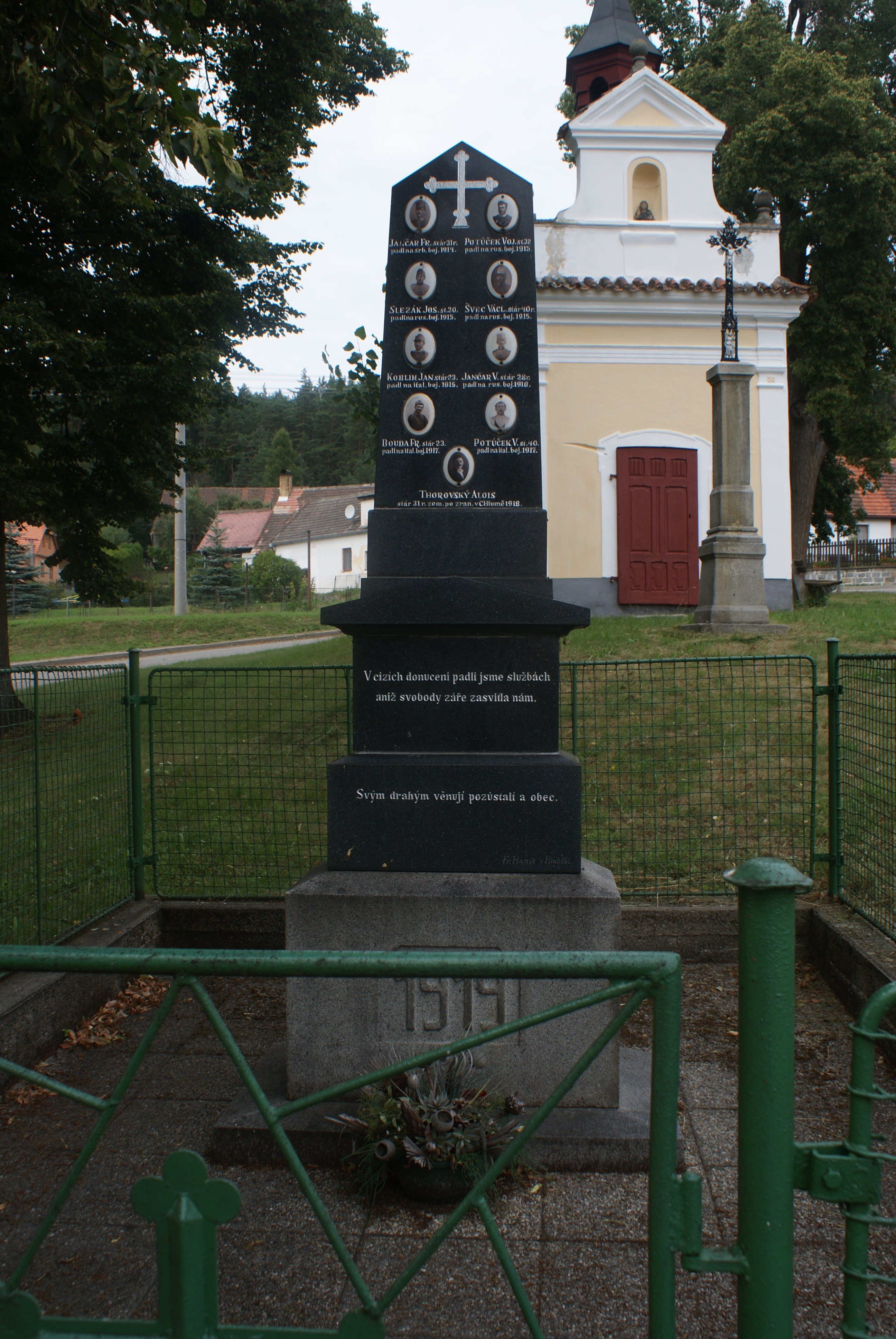
Gefallenendenkmal